# Nandini (diosa)
Nandini Mata es una diosa hinduista.
Según el Matsiá-purana (siglo III d. C.), el nombre Nandini ―que significa ‘hija’ en idioma sánscrito― es otro nombre de la diosa Durgá
A veces puede verse escrito Nandni.

## Nombre
- nandinī, en el sistema AITS (alfabeto internacional para la transliteración del sánscrito).
- नन्दिनी, en escritura devanagari del sánscrito.
- Pronunciación: /nandíni/ o /nandiní/[1]
- Etimología: ‘la que da felicidad’, una hija.[1]
  - nandin: ‘el que da felicidad’, un hijo

## Otras nandiní
- nandiní, ‘hija’; según el Majábharata (texto épico-religioso del siglo III a. C.);
- Nandiní, nombre de una localidad; según el Majábharata;
- Nandiní, nombre de una de las Matris que asistieron al dios Skanda cuando era bebé; según el Majábharata;
- Nandiní, nombre de una vaca fabulosa (propiedad del sabio Vásistha y madre de la vaca Surabhi); según el Majábharata y el Raghú-vamsa;
- Nandiní, nombre del río Bana Nashá; según el Brahmá-purana;
- Nandiní, nombre de un comentario al Manu-samjita (Las leyes de Manu);
- Nandiní, nombre de la diosa Ganga; según lexicógrafos (tales como Amara Simja, Jalaiuda, Jema Chandra, etc.);
- nandiní o nanāndṛí, ‘cuñada (hermana del esposo)’; según lexicógrafos;
- Nandiní, nombre de la madre de Viadi; según lexicógrafos;
- Nandiní, nombre de varias plantas (como tulasí, yata-mamsí, etc.); según lexicógrafos;
- nandiní, un tipo de perfume (renuka);
- nandiní, un tipo de métrica poética; según el orientalista Colebrooke (1765-1837);
- nandiní, nombre de un tipo particular de composición musical.

## Historia del término
Nandiní no es mencionada en el Rig-veda (el texto más antiguo de la India, de mediados del II milenio a. C.).
En el Majábharata (texto épico-religioso del siglo III a. C.) es 
un mero sustantivo común (significa ‘hija’)
el nombre de una localidad,
el nombre de una de las Matris y
el nombre de la madre de la vaca Surabhí.
Varios siglos después, en el Matsia-purana, aparece como una diosa.
En el capítulo once del libro Durgá-saptami, un himno la relaciona con la hija de Iasodá, que el Bhagavata-purana (texto del siglo XI d. C.) menciona como ‘hija’ (nandiní) pero sin darle ningún nombre propio.
De acuerdo con el Bhagavata-purana, Iasodá y Nanda Majarás tuvieron una hija mujer (en sánscrito nandiní). A las pocas horas de su nacimiento, Vasudeva (el padre biológico de Krisná, con su esposa Devakí) la reemplazó subrepticiamente por Krisná y se la llevó a la mazmorra donde estaba preso con su esposa Devakí. Allí el rey Kamsa trató de asesinar a Nandiní, pero esta saltó de sus manos y adoptó su forma con ocho brazos y un rostro horroroso (como la diosa Kali) y desapareció.

## Adoración en la actualidad
Mayormente Nandiní Mata se venera en el festival de Nava Ratri (‘nueve noches’).
Es considerada como la Maha-Kali Pavagadh en Vagad (Estado de Guyarat).
Allí es igualmente venerada por hinduistas, yainas y budistas.
En el idioma vagadi se llama Ma Nandore.
Un baile popular adivasi llamado garba también se dedica a Nandiní Mata.

## Templo de Nandiní Mata
El templo Nandiní Mata es muy famoso en el distrito de Banswara (Estado de Rayastán). Se encuentra a 15 km de la localidad de Banaswara, situado en la carretera nacional cerca de la ciudad de Barodiya. El templo principal está situado en la cima de las colinas cerca de la población Barodiya, en Vagad. Desde hace varios siglos, muchos mitos se centraban en la estatua de piedra negra, que más tarde fue destruida por iconoclastas. Ha sido sustituida por un nuevo ídolo muy bello.